# بخش کوبا، شهرستان بکر، مینه سوتا
بخش کوبا (به انگلیسی: Cuba Township) یک منطقهٔ مسکونی در ایالات متحده آمریکا است که در شهرستان بکر، مینه‌سوتا واقع شده‌است.
 بخش کوبا ۹۲٫۱ کیلومتر مربع مساحت و ۲۰۸ نفر جمعیت دارد و ۳۸۱ متر بالاتر از سطح دریا واقع شده‌است.